# 日本電視台週日連續劇
《日本電視台週日連續劇》（日曜ドラマ），是日本電視台於2015年4月開始，每逢星期日晚上22:30－23:25（日本時間）播放的電視連續劇時段。劇集時段第一期至2019年12月結束，播畢後的2019年1月至3月同時段由讀賣電視台製作的週日連續劇接檔。2020年3月播畢《在不白不黑的世界裡，熊貓笑了》後，同時段再次改回由日本電視台所製作。預計2020年9月播畢《傻親青春白書》後，同時段再次改回由讀賣電視台所製作。

## 設立背景及概要
本電視劇時段為日本電視台2015年4月節目改編的其中一環，從而加強電視台時間表的節目內容，以達致電視台維持收視率「三冠王」的第一目標。在新增本電視劇時段之前，日本電視台於晚間時段只有製作「週三連續劇」與「週六連續劇」兩個時段的劇集。本時段是電視台自2009年3月週二連續劇結束6年以來，再一次在晚間時段製作大型電視劇。其中建立本時段的其中一個最大理由，是為了「強化影視庫存內容」，增加日後可以用作網上授權點播以及電影化的影片資源。現時電視台既有的兩個電視劇時段均有不同定位，「週三連續劇」以女性為目標觀眾，而「週六連續劇」則對應合家歡的觀眾製作劇集。新設立的「週日連續劇」將會以成年男性為目標觀眾，製作高質素富娛樂性的劇集。
本時段的開始播出時間為每週日晚上十時半，與一般電視劇時段準時於每晚九時或十時正播映不同。電視台的編排部長黑澤太郎解釋：「此週日晚上的時段是電視台長年希望改編的時段。《灑落主義》（播出時間：22:00 - 22:30）是一個長年受觀眾歡迎，而且由一間廣告商獨家贊助的時段。但另一方面，電視台所作的調查亦發現有觀眾於週日晚上十時及十一時仍想收看電視節目，但各電視台卻沒有合適的節目可看。本電視劇正是希望為各位觀賞完《灑落主義》後的觀眾，在之後沒節目可看的時間為他們提供一個可供欣賞的節目。當然，設立劇集時段的決定亦是經過研究之後，認為可以於此一時間奪得不俗收視才實行的。」電視台強調設立電視劇時段的判斷是經過深思熟慮而作出的。因應劇集時段的設立，位於原來時段的兩個綜藝節目《有吉反省會》（原播出時間：22:30 - 22:56）和《DOWN TOWN之不能給小孩的工作!!》（原播出時間：22:56 - 23:26）將分別更改播出時間為每週六晚上23:30 - 23:56，及每週日晚上23:25 - 23:55。
本時段第一套播映的劇集《Wild Heroes》是由著名歌舞團體EXILE的主唱TAKAHIRO所主演，這亦是他首部主演的劇集，於2015年4月開始播映。

## 作品列表

### 2010年代

#### 2015年
- 4月19日 - 6月21日：Wild Heroes（ワイルド・ヒーローズ）
  - 主演：TAKAHIRO
  - 劇本：蛭田直美
- 7月5日 - 9月13日：死亡筆記（デスノート）
  - 原作：大場鶇（作者）、小畑健（作畫）《死亡筆記》
  - 主演：窪田正孝
  - 劇本：泉吉紘（日语：いずみ吉紘）
- 10月11日 - 12月6日：天使心（エンジェル・ハート）
  - 原作：北條司《天使心》
  - 主演：上川隆也
  - 劇本：高橋悠也

#### 2016年
- 1月17日 - 3月20日：臨床犯罪學者 火村英生的推理（臨床犯罪学者 火村英生の推理）
  - 原作：有栖川有栖《作家有栖系列》
  - 主演：齋藤工
  - 劇本：、佐藤友治
- 4月17日 - 6月19日：寬鬆世代又怎樣（ゆとりですがなにか）
  - 主演：岡田將生
  - 劇本：宮藤官九郎
- 7月17日 - 9月11日：然後，誰都不在了（又譯：遺失身份、無人生還）（そして、誰もいなくなった）
  - 主演：藤原龍也
  - 劇本：秦建日子
- 10月9日 - 12月11日：出租救世主（レンタル救世主）
  - 劇本：渡邊雄介
  - 主演：澤村一樹

#### 2017年
- 1月22日－3月19日：視覺探偵 日暮旅人（視覚探偵 日暮旅人）
  - 原作：山口幸三郎《探偵・日暮旅人》
  - 主演：松坂桃李
  - 劇本：福原充則
- 4月23日 - 6月25日：科學怪人之戀（フランケンシュタインの恋）
  - 原作：瑪麗·雪萊《科學怪人》
  - 主演：綾野剛
  - 劇本：大森壽美男
- 7月16日 - 9月17日：即使愛，也有祕密（愛してたって、秘密はある。）
  - 原案：秋元康
  - 主演：福士蒼汰
  - 劇本：桑村沙也香
- 10月15日 - 12月17日：現在開始威脅你（今からあなたを脅迫します）
  - 原作：藤石波矢
  - 主演：藤岡靛、武井咲
  - 劇本：渡部亮平

#### 2018年
- 1月7日 - 3月11日：致命之吻（トドメの接吻）
  - 主演：山崎賢人
  - 劇本：泉吉紘（日语：いずみ吉紘）
- 4月15日 - 6月17日：懸崖邊的飯店（崖っぷちホテル!）
  - 主演：岩田剛典
  - 劇本：土田英生
- 7月15日 - 9月16日：零 一獲千金遊戲（ゼロ 一獲千金ゲーム）
  - 原作：福本伸行《賭博覇王傳 零》
  - 主演：加藤成亮（NEWS）
  - 劇本：小原信治
- 10月14日 - 12月16日：我是大哥大!!（今日から俺は!!）
  - 原作：西森博之《我是大哥大》
  - 主演：賀來賢人
  - 劇本：福田雄一
  - 緯來節目名稱：高中生老大

#### 2019年
- 1月6日 - 3月10日：3年A班-從此刻起，大家都是我的人質-（3年A組-今から皆さんは、人質です-）
  - 主演：菅田將暉
  - 劇本：武藤將吾
  - 緯來節目名稱：3年A班當人質
- 4月14日 - 9月8日：輪到你了（あなたの番です）
  - 企劃・原案：秋元康
  - 主演：原田知世、田中圭
  - 劇本：福原充則
- 10月13日 - 12月15日：Nippon Noir-刑警Y的反亂-（ニッポンノワール-刑事Yの反乱-）
  - 劇本：武藤將吾
  - 主演：賀來賢人

### 2020年代

#### 2020年
- 1月12日 - 3月15日：在不白不黑的世界裏，熊貓笑了（シロでもクロでもない世界で、パンダは笑う。）
  - 讀賣電視台製作
  - 主演：清野菜名、橫濱流星
  - 劇本：佐藤友治、蛭田直美
- 4月12日 - 6月28日：美食偵探 明智五郎（美食探偵 明智五郎）
  - 原作：東村明子
  - 主演：中村倫也
  - 劇本：田邊茂範
- 8月2日 - 9月13日：傻親青春白書（親バカ青春白書）
  - 主演：室剛
  - 劇本：穴吹一朗
  - 緯來節目名稱：寵女傻瓜
- 10月11日 - 12月13日：極道主夫（極主夫道）
  - 讀賣電視台製作
  - 原作：
  - 主演：玉木宏
  - 劇本：宇田學

#### 2021年
- 1月17日 - 3月21日：與你在世界終結之日（君と世界が終わる日に）
  - 與Hulu共同製作
  - 主演：竹內涼真、中條彩未
  - 劇本：池田奈津子
- 4月11日 - 6月13日：涅墨西斯（ネメシス）
  - 企劃：北島直明
  - 主演：廣瀨鈴、櫻井翔
  - 劇本：片岡翔、入江悠
  - 緯來節目名稱：名偵探神助理
- 7月4日 - 9月12日：我的殺意戀愛了（ボクの殺意が恋をした）
  - 讀賣電視台製作
  - 主演：中川大志
  - 劇本：德永友一
- 10月10日 - 2022年3月13日：真凶標籤（真犯人フラグ）
  - 企劃：秋元康
  - 主演：西岛秀俊
  - 劇本：高野水登

#### 2022年
- 4月24日 - 7月3日：金田一少年之事件簿2022（金田一少年の事件簿）
  - 原作：金成陽三郎、天樹征丸、畫：佐藤文也
  - 主演：道枝骏佑（浪花男子）
  - 劇本：川邊優子、大石哲也
- 7月24日 - 9月25日：新・信長公記～同班同學是戰國武將～（新・信長公記〜クラスメイトは戦国武将〜）
  - 讀賣電視台製作
  - 原作：甲斐谷忍
  - 主演：永瀨廉（King & Prince）
  - 劇本：金澤知樹、伊達円祐
- 10月16日 - 11月13日：靈媒偵探城塚翡翠（霊媒探偵・城塚翡翠） / 11月20日 - 12月25日：invert 城塚翡翠倒敘集（invert 城塚翡翠 倒叙集）
  - 原作：相澤沙呼
  - 主演：清原果耶
  - 劇本：佐藤友治、相澤沙呼（協力）

#### 2023年
- 1月8日 - 3月12日：BRUSH UP LIFE（ブラッシュアップライフ）
  - 主演：安藤櫻
  - 劇本：笨蛋節奏
  - 緯來節目名稱：人生重來
- 4月9日 - 6月25日：但是，還保有熱情（だが、情熱はある）
  - 主演：高橋海人（King & Prince）、森本慎太郎（SixTONES）
  - 劇本：今井太郎
- 7月2日 - 9月3日：CODE-願望的代價-（CODE-願いの代償-）
  - 讀賣電視台製作
  - 原作：詹大為《CODE浮士德遊戲》、《浮士德遊戲2 》
  - 主演：坂口健太郎
  - 劇本：酒井雅秋、山田能龍
- 10月22日 - 12月24日：SEXY田中小姐（セクシー田中さん）
  - 原作：芦原妃名子
  - 主演：木南晴夏
  - 劇本：相澤友子

#### 2024年
- 1月21日 - 3月24日：廚房的愛麗絲（厨房のありす）
  - 主演：門脇麥
  - 劇本：玉田真也
- 4月7日 - 6月9日：ACMA:GAME 惡魔遊戲（ACMA:GAME アクマゲーム）
  - 原作：
  - 主演：間宮祥太朗
  - 劇本：、谷口純一郎
- 7月7日 - 9月8日：如積雪般的永寂（降り積もれ孤独な死よ）
  - 讀賣電視台製作
  - 原作：井龍一
  - 主演：成田凌
  - 劇本：橋本夏
- 10月6日 - 12月15日：若草物語 -戀愛姐妹與無法戀愛的我-（若草物語-恋する姉妹と恋せぬ私-）
  - 原案：小婦人
  - 主演：堀田真由
  - 劇本：松島瑠璃子

#### 2025年
- 1月12日 - 3月16日：小鎮星熱點（ホットスポット）
  - 主演：市川實日子
  - 劇本：笨蛋節奏
- 4月20日 - 6月22日：廢柴經紀人！-我來管理廢柴的藝人-（ダメマネ! -ダメなタレント、マネジメントします-）
  - 主演：川榮李奈
  - 劇本：宮本武史、岩崎宇大、西垣匡基
- 7月6日 - ：DOCTOR PRICE（DOCTOR PRICE）
  - 讀賣電視台製作
  - 原作：、作画：
  - 主演：岩田剛典
  - 劇本：小峯裕之、本田隆朗